# لوشاب فريمان
لوشاب فريمان (بالفارسية: لوشاب فریمان) هي قرية تقع في قسم فريمان الريفي في إيران. يقدر عدد سكانها بـ 1090 نسمة بحسب إحصاء 2016.